# Plebejus orientalis
Plebejus orientalis är en fjärilsart som beskrevs av Otto Staudinger 1901. Plebejus orientalis ingår i släktet Plebejus och familjen juvelvingar. Inga underarter finns listade i Catalogue of Life.